# Viola Tycz

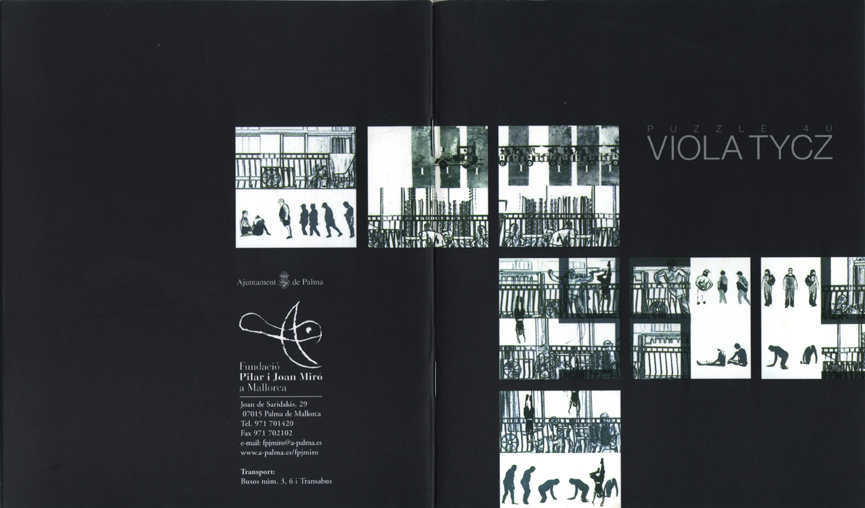
Puzzle4u

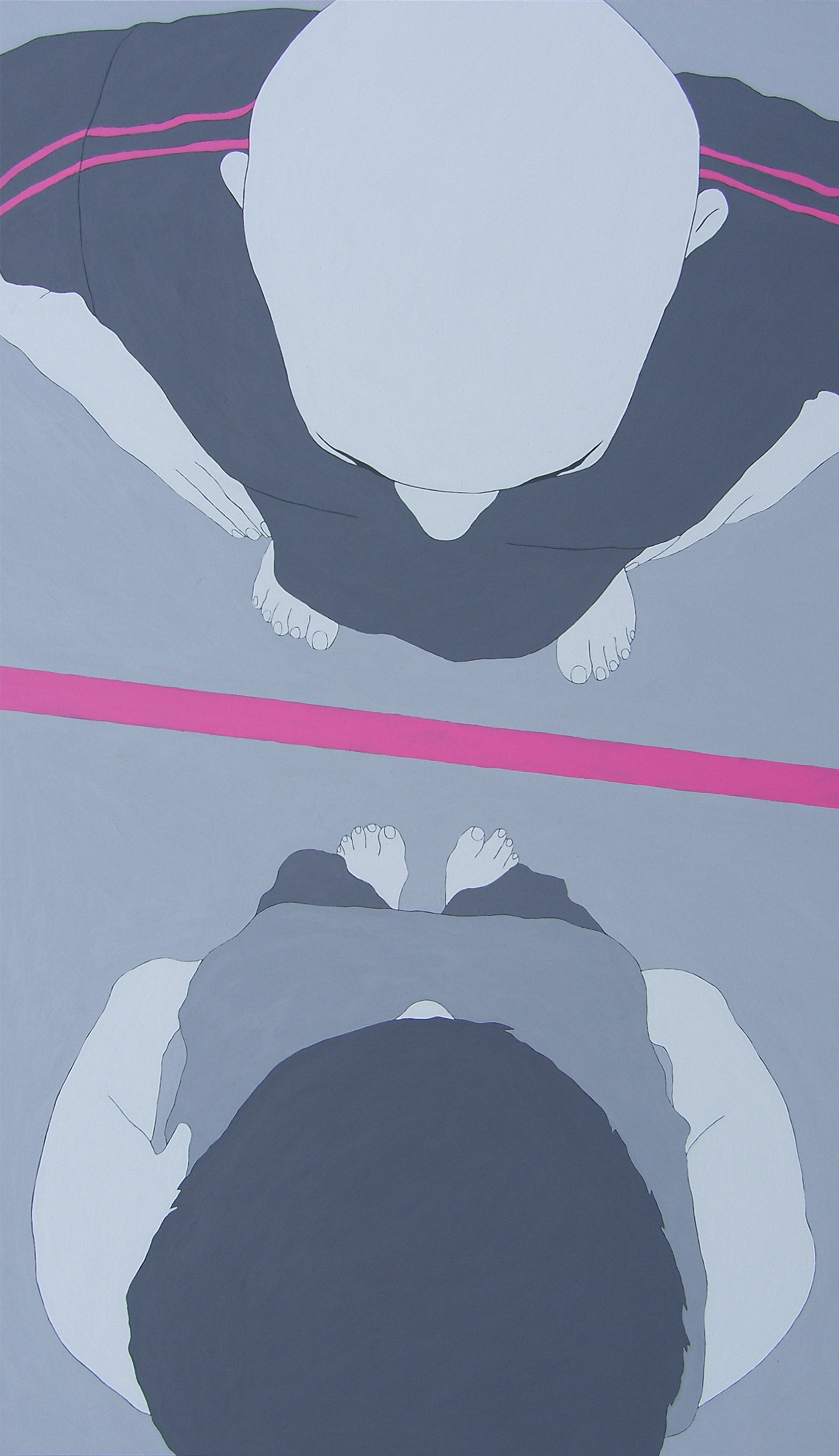
GiM III, 107×60 cm, akryl na płycie HDF

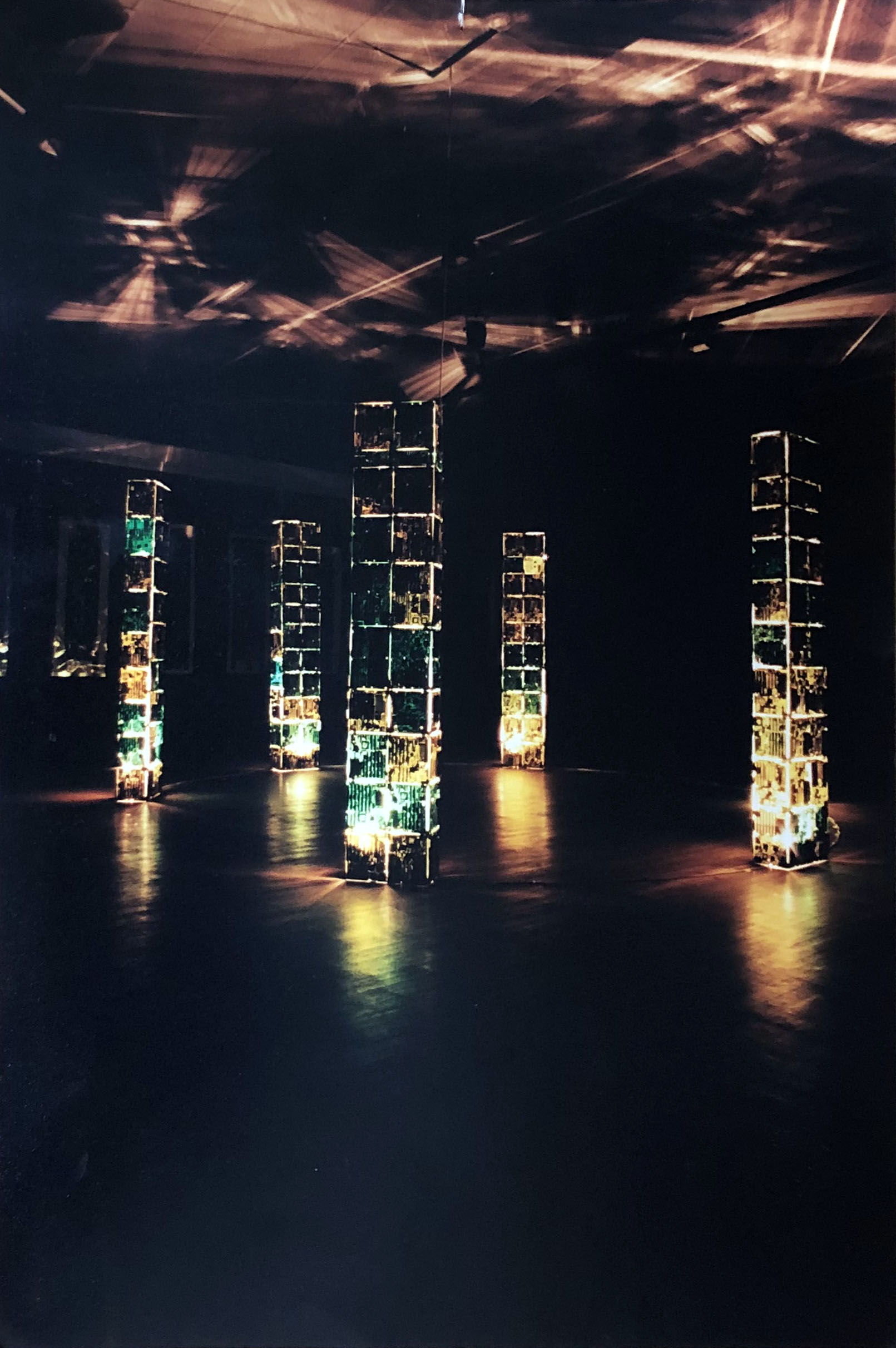
CyberneTyczne, multimedialna instalacja przestrzenna, Impart Wrocław 2000

Viola Tycz (ur. 3 stycznia 1973 roku we Wrocławiu) – polska malarka, graficzka, twórczyni wideo i instalacji multimedialnych.

## Życiorys
W 1995 roku rozpoczęła, a w roku 2000 ukończyła studia i uzyskała dyplom magisterski na Akademii Sztuk Pięknych we Wrocławiu. Była wykładowcą Pracowni Multimediów i Wideo Wyższej Szkoły Fotograficznej Phobos, członkinią Stowarzyszenia Międzynarodowego Triennale Grafiki w Krakowie. Była pomysłodawczynią i organizatorką Grupy „Reaktor”. Od 2005 roku prowadzi Pracownię/Galerię Viola Tycz.

## Twórczość
Od 2010 artystka notowana na polskich i zagranicznych rynkach sztuki. Jej prace posiadają w swoich zbiorach: m.in. Muzeum Narodowe w Warszawie, Muzeum Narodowego w Krakowie, Dolnośląska Zachęta Sztuk Pięknych, Fundació Pilar i Joan Miró na Majorce, Liu Chenn Rare Collections of International Bookplates, Międzynarodowego Triannale Grafiki w Krakowie, Ministerstwa Spraw Zagranicznych RP, CSW Łaźnia (Gdańsk 2002) oraz kolekcje prywatne.

### Wybrane prace
- „CyberneTyczne”, multimedialna instalacja prezentowana, m.in. w Muzeum Narodowym Wrocław[5][12]
- Sound System, multimedialna instalacja prezentowana w BWA Zielona Góra 2002[5]
- „Pikseloza”, malarski cykl prezentowany w Arsenale w Poznaniu[5][13]
- „Klony”, grafika wielkoformatowa prezentowana, m.in., na Eurografik w Kijowie[14][15]
- „Puzzle4U”, cykl grafik przestrzennych prezentowanych w Fundació Pilar i Joan Miró na Majorce[16][11][5][17]
- „Wieszaki”, cykl grafik przestrzennych prezentowanych na Międzynarodowym Triennale Grafiki Kraków, 2009[18], Multiple Matters/Kunstlerhause/Oldenburg 2010[19]
- „Anorexis”, cykl grafik przestrzennych prezentowanych na Międzynarodowym Triennale Grafiki w Krakowie 2006[20], "Num_errance" La Biennale internationale d’estampe contemporaine de Trois-Rivières w Kanadzie[21], w zbiorach Dolnośląskiej Zachęty Sztuk Pięknych[10]
- „Dziecko/Dorosły”, cykl malarski prezentowany w Fabryce Trzciny w Warszawie[22]
- „Oczyszczenie”, cykl malarski prezentowany na wystawie Pożąda/Nie w Galerii Stalowej w Warszawie[1]

### Wybrane wystawy zbiorowe
Międzynarodowe Treinnale Grafiki Kanagawa Japonia 1999/2001, 18 Festiwal Polskiego Malarstwa Współczesnego w Szczecinie, Rekomendacje Młoda Polska Grafika Kraków 2000, Eurografik 2003 Kijów, 36. Ogólnopolski Konkurs Malarstwa Bielska Jesień 2003, Obraz Roku Pałac Królikarnia Warszawa 2004, Polish Eagles Korea Foundation Cultural Center Seul 2006, Międzynarodowe Triennale Grafiki Kraków 2006, International Biennal of Drawing and Graphic Arts Gyor, Hungary 2007,  Tożsamość z kolekcji sztuki współczesnej Towarzystwa Zachęty Sztuk Pięknych 2007, 38. Biennale Malarstwa Bielska Jesień 2007, Imprint 2008 Warszawa, „Num_errance” La Biennale internationale d’estampe contemporaine de Trois-Rivières (Kanada 2009), International Print Biennale Guanlan 2009, Międzynarodowe Triennale Grafiki Kraków 2009, 6. Międzynarodowe Triennale Grafiki Kolor w Grafice Wozownia Toruń 2009, Multiple Matters/Kunstlerhause/Oldenburg 2010,  Eros&Tanatos Lozanna 2011, Sztuka Matek BrowArt Wrocław 2011, GrafOMania BWA Wrocław Galeria Awangarda Wrocław 2012, Strange Stories, Galeria Stalowa, Warszawa 2014

### Nagrody, wyróżnienia, stypendia
Wyróżnienie Honorowe  18 Festiwalu Polskiego Malarstwa Współczesnego w Szczecinie, I Nagroda IX Międzynarodowe Biennale Małej Formy Graficznej i Exlibrisu Ostrów Wielkopolski 2001, Nagroda Dyrektora Muzeum Zamkowego w Malborku (2002), Great Prize the International Festival of Graphic Arts/Cluj-Napoca (2003), Grand Prix 4th Egyptian International Print Triennale Cairo (2003), II Nagroda 36. Ogólnopolski Konkurs Malarstwa Bielska Jesień 2003, wyróżnienie na Międzynarodowym Triennale Grafiki w Krakowie 2003, wyróżnienie X Międzynarodowe Biennale Małej Formy Graficznej i Exlibrisu Ostrów Wielkopolski 2003, Jury Award Tokyo International Mini-Print Triennial 2005, Złoty Medal Premio Remo Palmirani, Ortona (2006).
Stypendium dla eksperymentalnej techniki graficznej La Fundacio Pilar i Joan Miro Mallorca i Sotheby's 2002, Stypendium twórcze MKiDN 2006, Stypendystka Młoda Polska MKiDN RP 2007.
W 2006 została wybrana Artystą Roku w plebiscycie czytelników magazynu Arteon.